# Gujarat
Gujarat (ગુજરાત) este un stat pe litoralul de vest al Indiei. Lungimea coastei sale se ridică la 1600 km, cea mai mare parte a căreia ține de Peninsula Kathiawar. Cu 196.024 km2 este al cincilea stat indian ca suprafață și al nouălea stat în funcție de numărul locuitorilor cu 60,4 milioane. Gujaratul se învecinează cu Rajasthanul la nord-est, cu Dadra și Nagar Haveli și Daman și Diu la sud, cu Maharashtra la sud-est, cu Madhya Pradesh la est șu cu Marea Arabiei și provincia pakistaneză Sindh la vest. Capitala sa este Gandhinagar, iar cel mai mare oraș - Ahmedabad. Poporul gujarati sunt băștinașii acestui stat și limba gujarati este limbă oficială. Economia Gujaratului este a cincea ca mărime în India cu un PIB de 210 miliarde dolari SUA și se poziționează pe al 11-lea loc în funcție de PIB pe cap de locuitor cu 2700 dolari SUA. Statul are tradițional un șomaj redus și este considerat unul dintre statele cele mai industrializate.
În acest stat se găsesc unele situri ale Civilizației din Valea Indusului, precum Lothal, Dholavira și Gola Dhoro. Lothal este considerat unul dintre primele porturi maritime ale lumii. Orașele litoraliere ale Gujaratului, în special Bharuch și Khambhat, au fost porturi și centre comerciale ale Imperiilor Maurya și Gupta, și ale statului Satrapilor de Vest. Gujarat a luat ființă ca stat federal separat pe 1 mai 1960 când Statul Bombay a fost divizat în două state în funcție de limba vorbită: Gujarat (gujarati) și Maharashtra (marathi). Este unul dintre puținele state indiene care interzic vânzarea alcoolului. Parcul Național Gir din Gujarat adăpostește singura populație de lei asiatici din sălbăticie. 

## Limbi vorbite
Gujarati - oficială (86%), Bhili, Hindi, Kachchhi, Marathi, Urdu, Konkani, Khandeshi, Engleza.

## Religie
Hinduistă (88,6 %), Islam (9,7 %), Jainistă (1,0 %), Creștină (0,5 %)